# エルゲ＝ガベリック
エルゲ＝ガベリック （Ergué-Gabéric、ブルトン語:An Erge-Vras）は、フランス、ブルターニュ地域圏、フィニステール県のコミューン。

## 地理
カンペールの北東約5kmに位置する。オデ川、ジェト川が町を横断する主要河川である。

## 由来
エルゲ＝ガベリックのブルトン語名、An Erge Vrasを訳すと、『大きなエルゲ』（Le Grand Ergué）となる。もともとErgeとは古いブルトン語で、『外へ』または『前に』を意味するar、防衛用の垣根を表すkaeとに分類される。接尾辞のガベリックはおそらくCabellicという姓に由来する。この一族は13世紀にLezerguéの荘園を持っていた。

## ブルトン語
2007年の新学期において、エルゲ＝ガベリックの児童のうち7.3%が二言語で初等教育を行う小学校に在籍していた。ブルトン語の日常使用を促進するYa d’ar brezhoneg憲章の批准が、2012年4月にコミューン議会で可決された。

## 人口統計
| 1962年 | 1968年 | 1975年 | 1982年 | 1990年 | 1999年 | 2006年 | 2010年 |
| ------ | ------ | ------ | ------ | ------ | ------ | ------ | ------ |
| 2584   | 2821   | 3950   | 5679   | 6517   | 6925   | 7500   | 7864   |

エルゲ＝ガベリックの人口増減グラフ

参照元:1999年までEHESS、2000年以降INSEE

## 史跡
- ノートルダム・ド・ケルデヴォ教会 - 15世紀後半のものとされるフランドルの祭壇画がある。毎年パルドン祭りが行われる。
- サン・ギナル教会 - 周囲を教会囲い地で囲まれている。

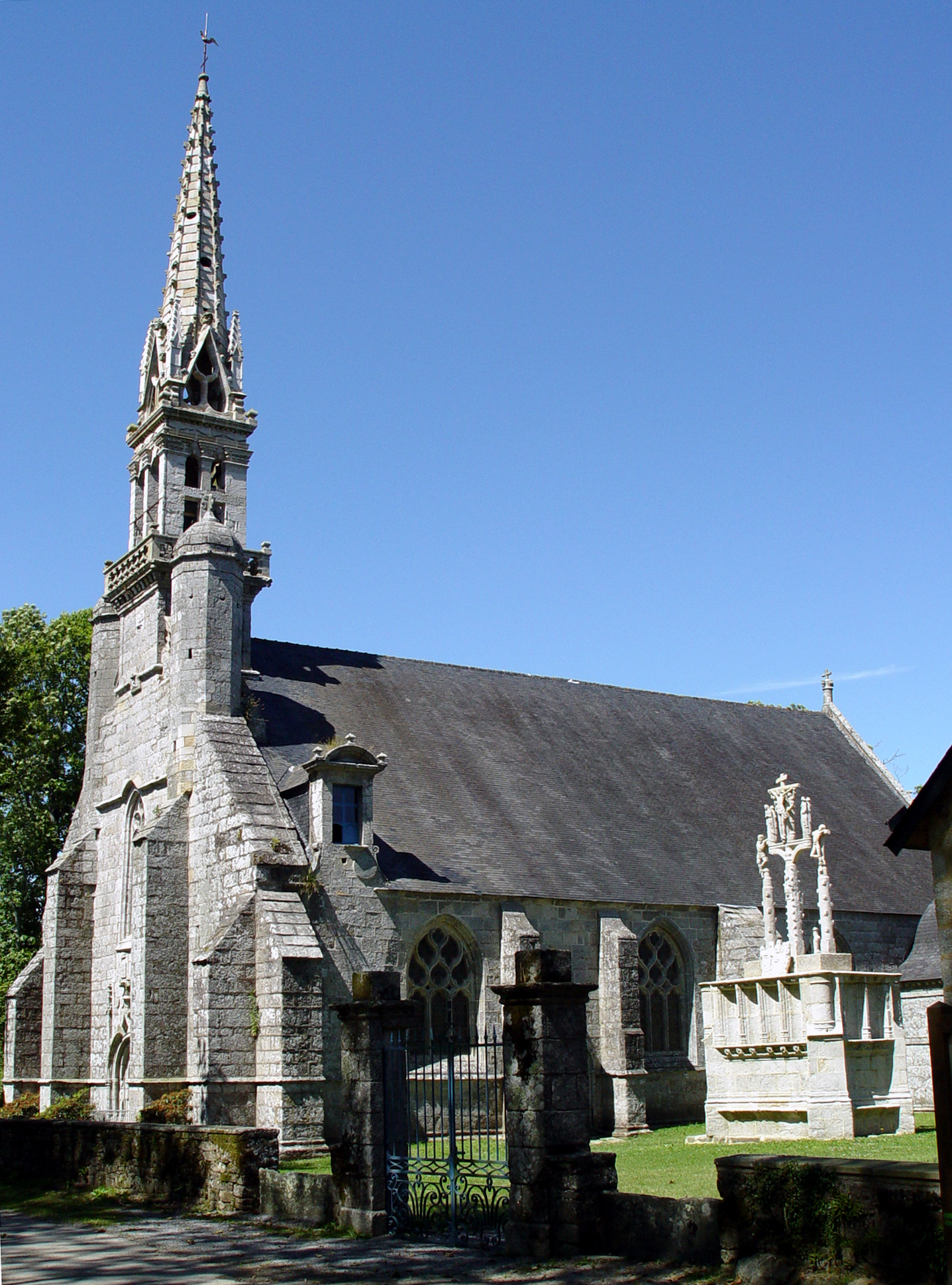
ノートルダム・ド・ケルデヴォ教会
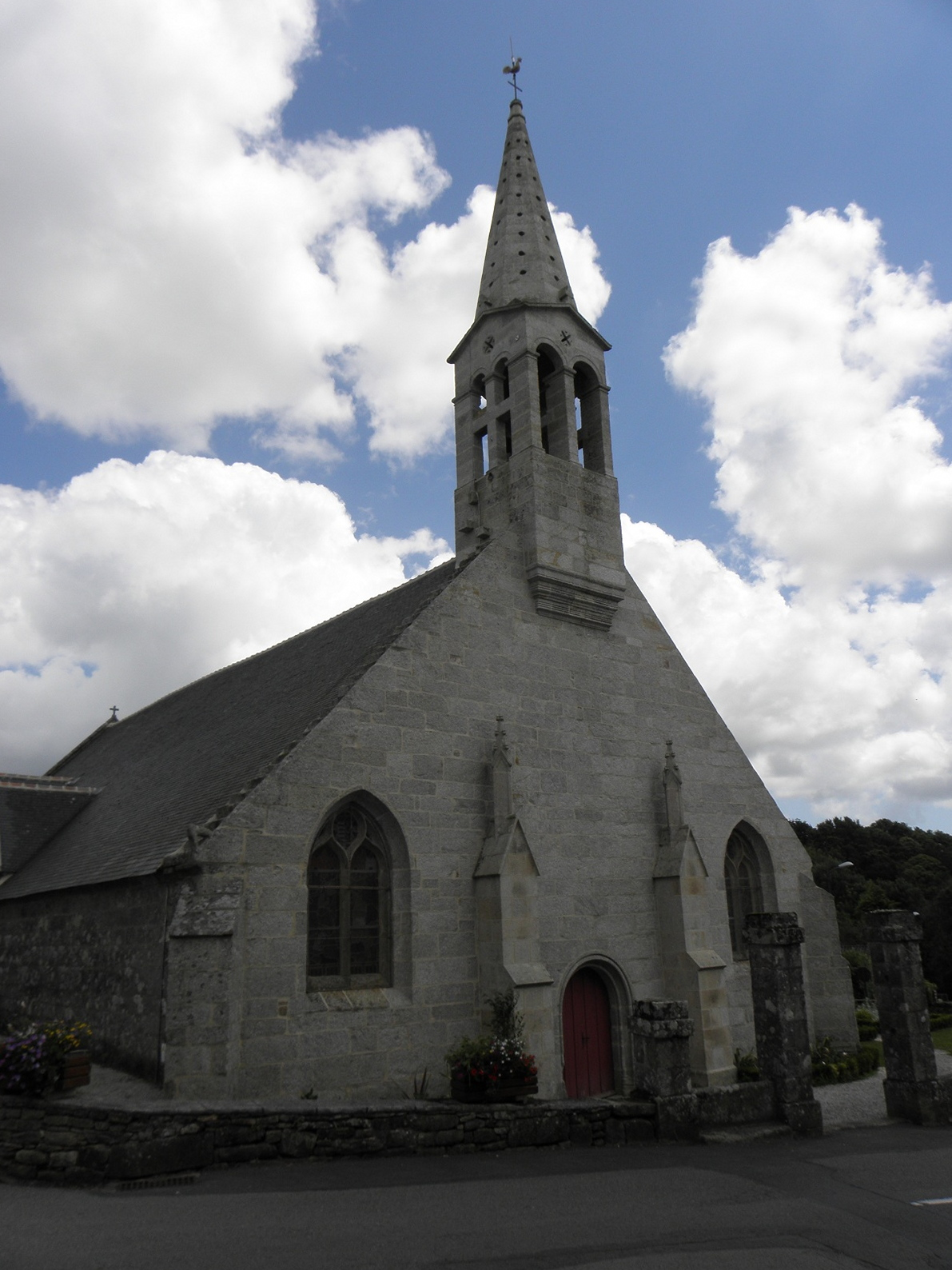
サン・ギナル教会

## 姉妹都市
- ビュード、イギリス
- シンタ・マリア、ルーマニア